# Tetragonula sirindhornae
Tetragonula sirindhornae là một loài Hymenoptera trong họ Apidae. Loài này được Michener & Boongird mô tả khoa học năm 2004.